# Municipio de Cold Spring (Pensilvania)
Cold Spring Township es una subdivisión territorial del condado de Lebanon, Pensilvania, Estados Unidos. Tiene una población estimada, a mediados de 2023, de 60 habitantes.
Tiene un código de clase Z1, que indica que no está en funcionamiento (non-functioning county subdivision).

## Geografía
Está ubicado en las coordenadas 40°30′18″N 76°36′09″O / 40.50500, -76.60250 (40.504997, -76.602459).